# Orchymontia nunni
Orchymontia nunni är en skalbaggsart som beskrevs av Juan A. Delgado och Ricardo L. Palma 2000. Orchymontia nunni ingår i släktet Orchymontia och familjen vattenbrynsbaggar. Inga underarter finns listade i Catalogue of Life.